# Marco Zanetti
Marco Zanetti (Bolzano, 10 aprile 1962) è un giocatore di biliardo italiano.

## Biografia
Figlio di Erwin Zanetti, più volte campione italiano in varie categorie, ha iniziato a giocare a biliardo, specializzandosi nella carambola, in giovane età. A 15 anni vince il suo primo titolo italiano in un campionato di carambola libera ad Ostia Lido. Nel 2002 ha vinto il campionato del mondo carambola tre sponde ed è stato nominato, nello stesso anno, giocatore dell'anno. Nel novembre 2008 ha vinto il suo secondo titolo di campione del mondo a St. Wendel (Germania), battendo in finale lo svedese Blomdahl, sempre nel 2008 ha avuto le grande fortuna di far nascere il suo primo e unico figlio, Samuel Zanetti (diventato MVP italiano di pallamano nel 2023). Nel 2013, in appena tre mesi, conquista il Trofeo Master di Losanna battendo in finale il belga Caudron, il torneo Agipi a Strasburgo, anche stavolta vincendo la finale con Caudron e il Campionato europeo in Germania; la semifinale di questo europeo, a detta degli specialisti del settore, rimarrà nella storia della carambola mondiale in quanto Zanetti, in semifinale con Caudron rimonta uno svantaggio notevole e vanifica la serie massima appena fatta dal belga (28, record del mondo): la media match di Zanetti è di 3,333. In finale batte di larga misura il tedesco Rudolph. A maggio dello stesso anno si riconferma campione italiano a Battipaglia e stabilisce il nuovo record italiano per la media generale (2,137).

## Titoli e record
- 2 volte campione del mondo di carambola a 3 sponde (2002 e 2008).
- Giocatore dell'anno 2002.
- 2 volte campione mondiale di biathlon (3 sponde e 5 birilli).
- 2 volte vincitore di tornei BWA (Billiard World Association).
- Vincitore di numerosi tornei del circuito Grand Prix.
- 31 volte campione italiano di carambola 3 sponde.
- Vincitore del trofeo «Carom Cafè» (New York) nel 2003.
- Vincitore del Losanna Billard Masters 2013 e 2014
- Vincitore dell'Agipi Billard Masters 2013
- Campione Europeo di carambola 3 sponde a Brandeburgo 14 aprile 2013

Miglior posizione nel ranking UMB 1 - 10 settembre 2023
- Record personali (3 sponde):
  - Serie massima: 21 - Realizzata contro il belga Peter De Backer nella Top Ligue francese giocata nell'aprile 2010.
  - Una curiosità, nella stessa Top Ligue, in una seconda partita sempre giocata contro De Backer, Zanetti è riuscito per la prima volta in un match ai 50 punti a non realizzare nemmeno uno zero nelle 14 riprese necessarie per chiudere l'incontro a suo favore.
  - Miglior partita: 45 in 11 riprese (3 set da 15 punti); 50 punti in 9 riprese (record mondiale al momento della realizzazione, successivamente migliorato dal belga Eddy Merckx con sole 6 riprese, nel 2011); 40 punti in 6 riprese (record mondiale, a pari merito con Dick Jaspers, Frédéric Caudron e Haeng Jik Kim).